# Across from Midnight
Across from Midnight è un album di Joe Cocker, edito da CMC International su CD e distribuito nel 1997.

## Tracce
1. Tonight – 4:49 (Max Carl, Greg Sutton)
2. Could You Be Loved – 5:47 (Bob Marley)
3. That's All I Need to Know – 4:05 (Graham Lyle, Eros Ramazzotti, Vladi Tosetto)
4. N'Oubliez Jamais – 4:43 (Jim Cregan, Russ Kunkel)
5. What Do I Tell My Heart? – 5:00 (Rick Neigher, John Shanks)
6. Wayward Soul – 4:16 (Brenda Russell, Mark Cawley)
7. Loving You Tonight – 4:38 (Christopher Difford, Glenn Tilbrook)
8. Across from Midnight – 4:57 (Leann White, Tony Joe White)
9. What Do You Say? – 4:42 (Dean Grakal, Greg Sutton)
10. The Last One to Know – 3:30 (Bob Thiele, Greg Sutton)
11. That's the Way Her Love Is – 2:44 (Stephen Allen Davis)
12. Need Your Love So Bad – 5:19 (Mertis John Jr.)

## Formazione
- Joe Cocker - voce
- Michael Landau - chitarra
- Phil Spalding - basso, cori
- Geoff Dunn - batteria
- Tim Renwick - chitarra
- Rafael Padilla - percussioni
- Dean Parks - chitarra acustica, chitarra a 12 corde
- C.J. Vanston - sintetizzatore, fisarmonica, pianoforte, Fender Rhodes, organo Hammond B3
- James Hutch Hutchinson - basso
- Kenny Aronoff - batteria
- Luis Conte - percussioni
- Graham Lyle - chitarra acustica
- Steve Pigott - tastiera addizionale
- Tim Pierce - chitarra
- Garry Hughes - sintetizzatore, tastiera
- Glenn Tilbrook - chitarra, cori
- Neil Stubenhaus - basso
- John Robinson - batteria
- Matt Backer - chitarra
- Miles Bould - percussioni
- Nigel Spennywin - chitarra
- Steve Sidwell - tromba
- Jerry Hey - tromba
- Gary Grant - tromba
- Neil Sidwell - trombone
- Bill Reichenbach Jr. - trombone
- Dan Higgins - sax
- Jamie Talbot - sax
- Mark Feltham - armonica a bocca
- Joey Diggs, Lamont VanHook, Fred White, Alex Brown, Mortonette Jenkins, Marlena Jeter, Pete Smith, Claudia Fontaine, Chris Difford, Tessa Niles, Juliet Roberts - cori

Note aggiuntive
- Roger Davies - produttore